# ساراگوسا (تگزاس)
ساراگوسا (به انگلیسی: Saragosa) یک منطقهٔ مسکونی در ایالات متحده آمریکا است که در شهرستان ریوز، تگزاس واقع شده‌است.